# Ulica 3 Maja w Rybniku
Ulica 3 Maja w Rybniku – jedna z ważniejszych i ruchliwszych ulic Śródmieścia w Rybniku. Ulica rozciąga się od Placu Wolności do Ronda Chwałowickiego. Ma około 850 metrów długości. Od skrzyżowania z ul. Bolesława Chrobrego poprzez skrzyżowanie z ul. Józefa Piłsudskiego do Placu Armii Krajowej trasa jest jednokierunkowa. Dawniej nosiła nazwę Promenaden Strasse (do 1922 r.) i Rewolucji Październikowej.

## Historia
Ulica 3 Maja w Rybniku – pierwotnie znana jako Promenaden Strasse – ukształtowała się na wschód od dawnej ulicy Dworcowej w drugiej połowie XIX wieku. Tuż przy niej założono miejską gazownię, jak również zakład gospodarujący ujęciami wody. Rejon pomiędzy dzisiejszą ulicą 3 Maja a granicą wyznaczoną przez rzekę Nacynę stanowił zagłębie piwne miasta. W latach 70. XIX wieku w Rybniku działało aż pięć browarów.
Przemysłowy obraz miasta w rejonie ul. 3 Maja, wraz z oddaleniem się od centrum ewoluował w kierunku przestrzeni zagospodarowanej na zupełnie inne cele. Bliżej dworca kolejowego usytuowano Szpital Juliusza, w jego pobliżu powstał skwer miejski. Tuż obok znajdowała się żydowska nekropolia.
Najbliżej dworca kolejowego znajdował się monumentalny budynek starostwa i Powiatowej Kasy Oszczędności oraz komenda garnizonu rybnickiego (według danych z 1876 r. stacjonował tu 1. batalion 1. górnośląskiego regimentu Landwehry nr 22).
23 maja 2023 r. do rejestru zabytków wpisano budynek dawnej stacji pomp z ok. 1906 r. przy ul. 3 Maja 13 (maszynowni wodociągów miejskich), funkcjonującej później jako tzw. hala mięsna (nr rej. A/1198/23).

## Obiekty
Przy ulicy 3 Maja znajdują się m.in.:
- Zespół Szpitalny im. bł. Juliusza Rogera
- Skwer Wieniawskiego
- Klasztor Sióstr Urszulanek
- Zespół Szkół Urszulańskich
- Starostwo Powiatowe
- Biurowiec K1
- banki

## Komunikacja
Przy ulicy znajdują się dwa przystanki komunikacji miejskiej – Śródmieście 3 Maja i Śródmieście Urszulanki, obsługiwane przez wiele linii KMR (Komunikacja Miejska Rybnik) i MZK Jastrzębie.